# Proheliolites goldfussi
Proheliolites goldfussi är en korallart som först beskrevs av Elkanah Billings 1858.  Proheliolites goldfussi ingår i släktet Proheliolites och familjen Proheliolitidae. Inga underarter finns listade i Catalogue of Life.